# Tomášikovo
Tomášikovo (Hongaars: Tallós) is een Slowaakse gemeente in de regio Trnava, en maakt deel uit van het district Galanta.
Tomášikovo telt 1.631 inwoners. De overgrote meerderheid wordt gevormd door de etnische Hongaren.

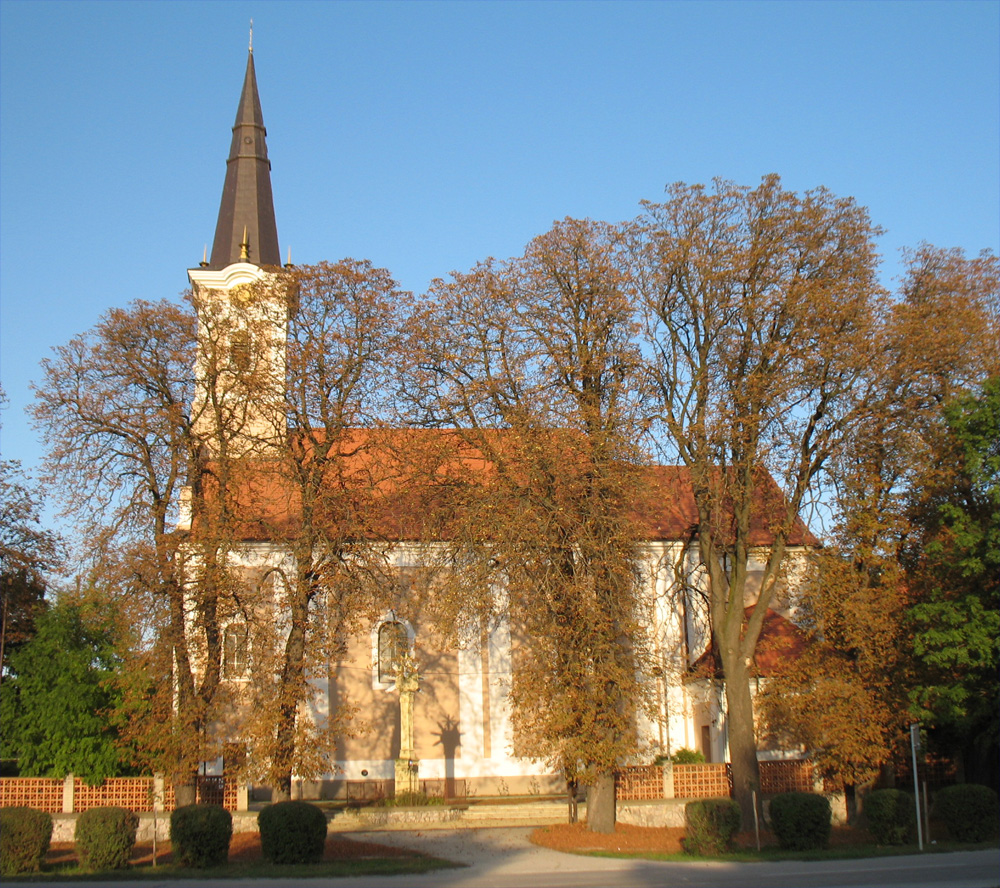
Tomášikovo